# Bricklin SV-1
Der Bricklin SV-1 war ein Sportwagen. Das einzige Modell des kanadischen Herstellers Bricklin Vehicle Corporation wurde innerhalb von drei Jahren in 2875 Exemplaren produziert. Er wies neuartige Sicherheitsmerkmale (SV steht für safety vehicle) auf. Dazu zählten die Stoßfänger, die Zusammenstößen mit 19 km/h standhielten und die geschweißte Stahlstruktur der Fahrgastzelle, die die Insassen bei Unfällen schützt. Das Modell hatte Flügeltüren, Klappscheinwerfer und eine Acrylschicht, die auf der Glasfaserkarosserie aufgebracht war.

## Technik
Der anfänglich verwendete V8-Motor von AMC mit hängenden Ventilen holte aus 5899 cm³ 95 kW (129 PS). Ab 1975 gab es im SV-1 einen Windsor-Motor von Ford mit 5161 cm³ Hubraum. Das Fahrwerk mit Scheibenbremsen vorne und hinten sowie der Einzelradaufhängung vorn an Doppelquerlenkern mit Schraubenfedern und der Starrachse an Blattfedern hinten stammten vom AMC Hornet. Das Kombicoupé mit tragendem Perimeter-Rahmen aus geschweißtem Stahl brachte es mit einem Dreigang-Automatikgetriebe auf eine Höchstgeschwindigkeit von 175 km/h.

## Abmessungen
Das Fahrzeug war bei einem Radstand von 2438 mm 4536 mm lang, 1717 mm breit und 1223 mm hoch. Das Leergewicht war mit 1574 kg angegeben.

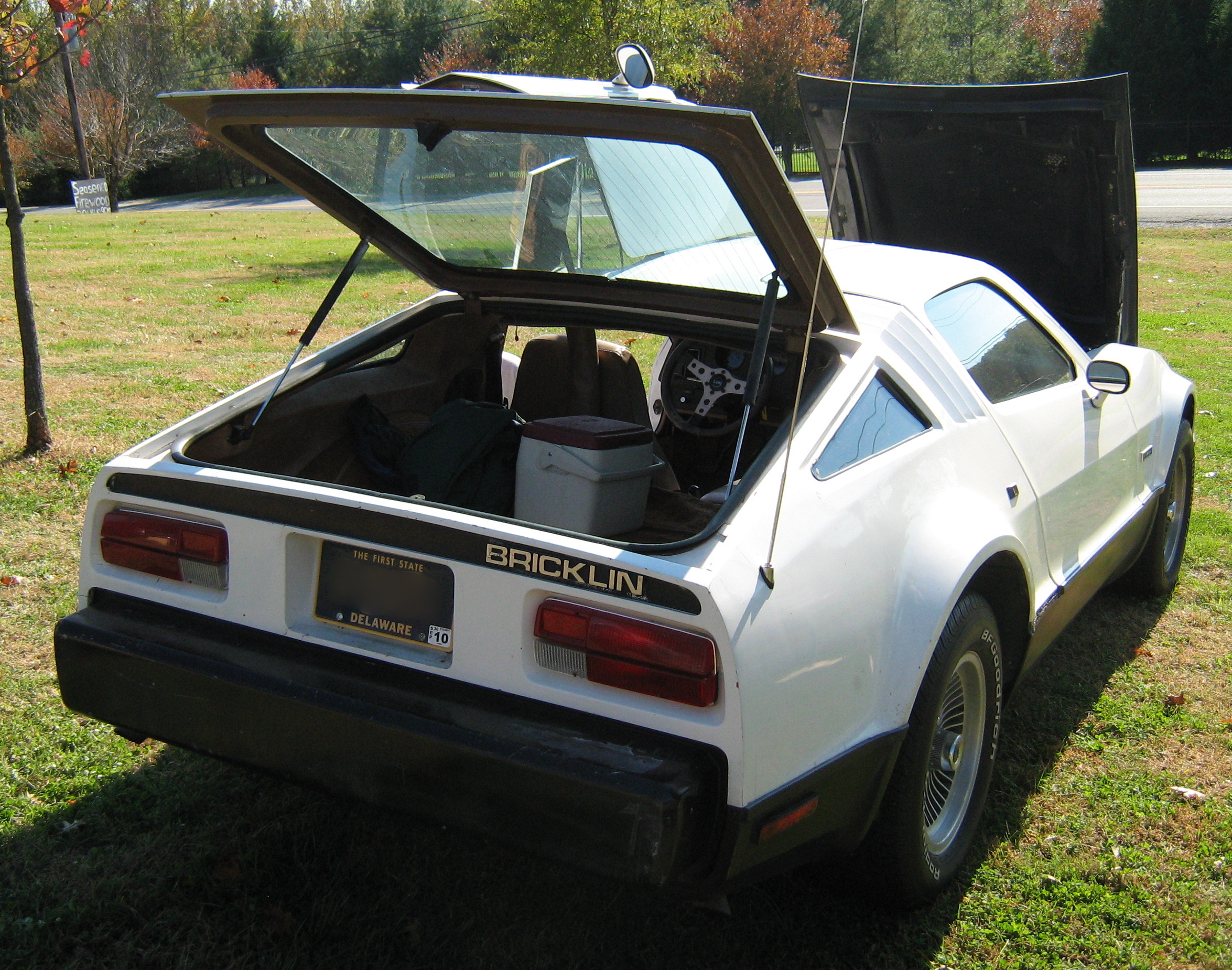
Der SV-1 war ein Kombicoupé
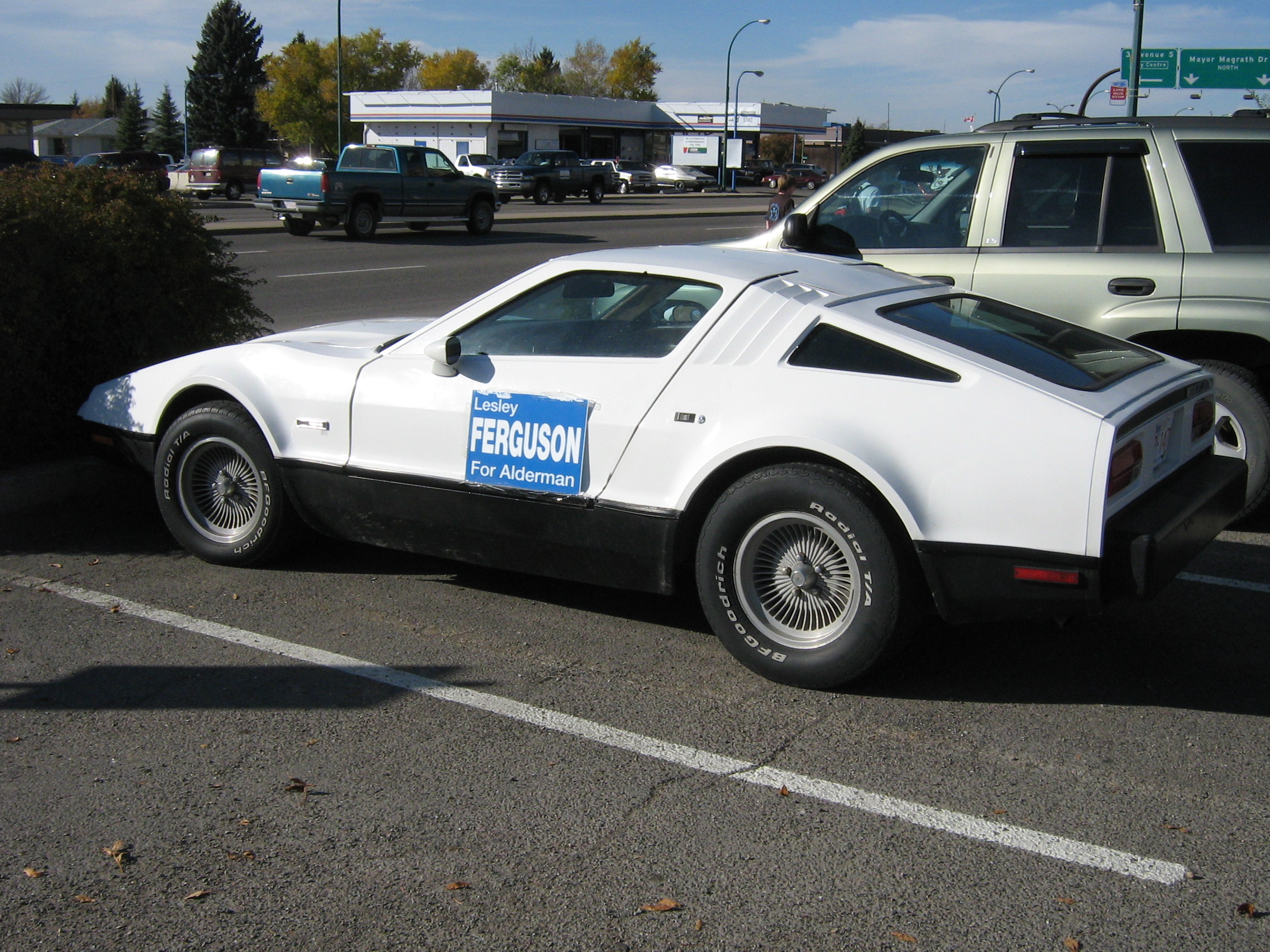
Seitenansicht
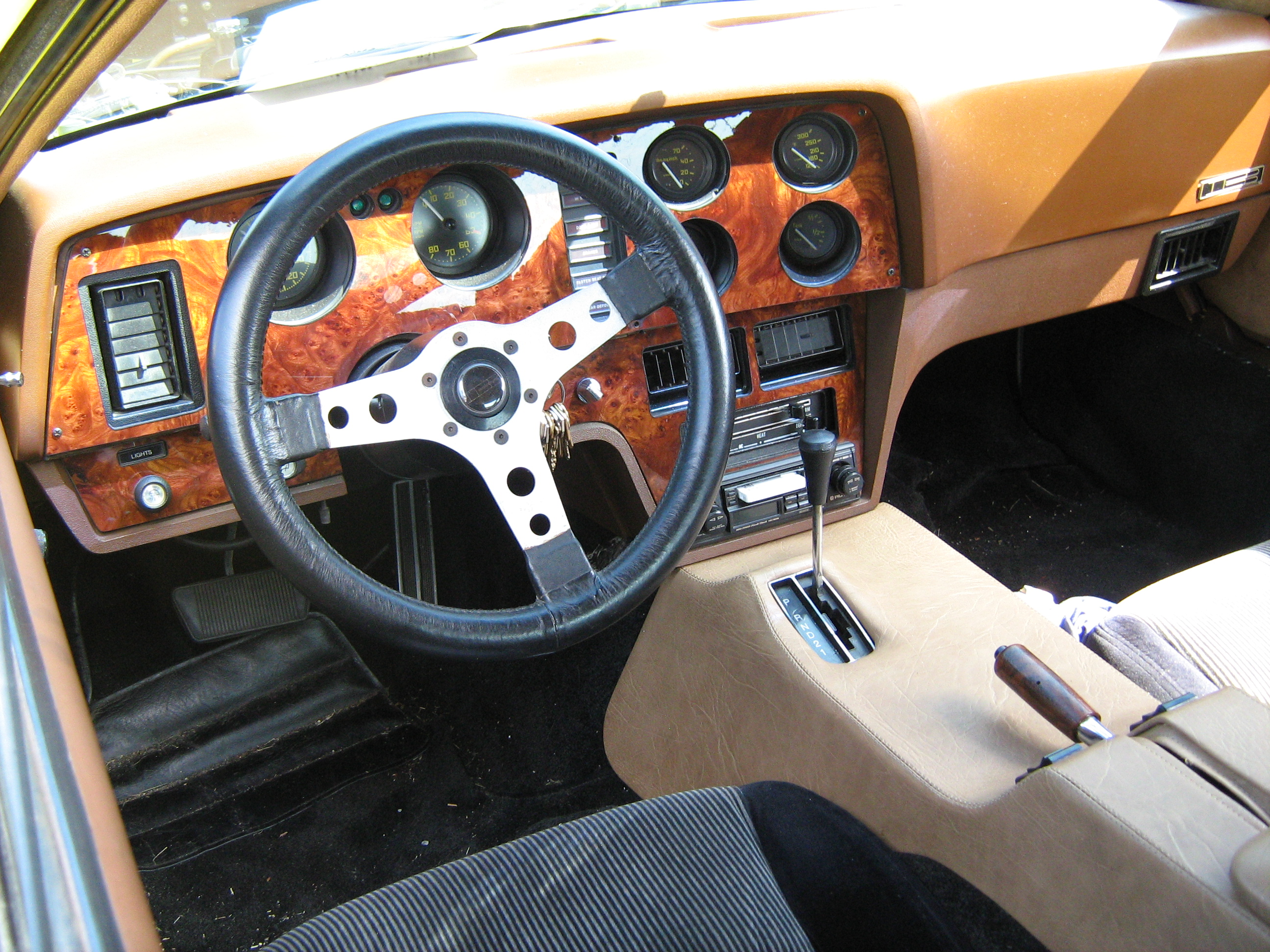
Interieur